# Nemzeti bajnokság I 1908/1909
Osmý ročník Nemzeti bajnokság I 1908/1909 (1. maďarské fotbalové ligy).
Turnaje se účastnilo opět s devíti kluby, které byli v jedné skupině a hrály dvakrát každý s každým. Soutěž ovládl počtvrté ve své klubové historii Ferencvárosi. Nejlepším střelcem se stal Imre Schlosser (30 branek), který hrál za Ferencvárosi.